# کاکوندا
کاکوندا (به انگلیسی: Caconda) شهری در استان هوییلا واقع در کشور آنگولا است که در سال ۲۰۰۹ میلادی ۳٬۴۹۷ نفر جمعیت داشته است.

## آب و هوا
| داده‌های اقلیم کاکوندا  | داده‌های اقلیم کاکوندا | داده‌های اقلیم کاکوندا | داده‌های اقلیم کاکوندا | داده‌های اقلیم کاکوندا | داده‌های اقلیم کاکوندا | داده‌های اقلیم کاکوندا | داده‌های اقلیم کاکوندا | داده‌های اقلیم کاکوندا | داده‌های اقلیم کاکوندا | داده‌های اقلیم کاکوندا | داده‌های اقلیم کاکوندا | داده‌های اقلیم کاکوندا | داده‌های اقلیم کاکوندا |
| ماه                    | ژانویه                | فوریه                 | مارس                  | آوریل                 | مه                    | ژوئن                  | ژوئیه                 | اوت                   | سپتامبر               | اکتبر                 | نوامبر                | دسامبر                | سال                   |
| ---------------------- | --------------------- | --------------------- | --------------------- | --------------------- | --------------------- | --------------------- | --------------------- | --------------------- | --------------------- | --------------------- | --------------------- | --------------------- | --------------------- |
| میانگین روزانه °C (°F) | ۱۸٫۹ (۶۶)             | ۱۹٫۰ (۶۶)             | ۱۹٫۳ (۶۷)             | ۱۹٫۰ (۶۶)             | ۱۶٫۸ (۶۲)             | ۱۴٫۹ (۵۹)             | ۱۵٫۰ (۵۹)             | ۱۷٫۲ (۶۳)             | ۱۹٫۷ (۶۷)             | ۲۰٫۵ (۶۹)             | ۱۹٫۷ (۶۷)             | ۱۹٫۰ (۶۶)             | ۱۸٫۳ (۶۵)             |
| بارندگی میلی‌متر (اینچ) | ۱۷۲ (۶٫۷۷)            | ۱۶۰ (۶٫۳)             | ۲۶۶ (۱۰٫۴۷)           | ۱۲۳ (۴٫۸۴)            | ۸ (۰٫۳۱)              | ۰ (۰)                 | ۰ (۰)                 | ۰ (۰)                 | ۷ (۰٫۲۸)              | ۹۳ (۳٫۶۶)             | ۱۶۰ (۶٫۳)             | ۱۹۳ (۷٫۶)             | ۱٬۱۸۲ (۴۶٫۵۳)         |
| منبع: Climate-Data-org |                       |                       |                       |                       |                       |                       |                       |                       |                       |                       |                       |                       |                       |